# Screaming Bloody Murder
Screaming Bloody Murder peti je studijski album kanadskog punk rock sastava Sum 41, a objavljen je 29. ožujka 2011. godine. Prvi je album s gitaristom Tomom Thackerom.

## Popis pjesama
1. "Reason to Belive"
2. "Screaming Bloody Murder"
3. "Skumfuk"
4. "Time for You to Go"
5. "Jessica Kill"
6. "What Am I to Say"
7. "Holy Image of Lies"
8. "Sick of Everyone"
9. "Happiness Machine"
10. "Crash"
11. "Blood In My Eyes"
12. "Baby, You Don't Wanna Know"
13. "Back Where I Belong"
14. "Exit Song"

## Zasluge
Sum 41
- Deryck Whibley - gitara, glavni vokal, piano/klavijature, producent
- Cone McCaslin - bas-gitara, prateći vokal
- Steve Jocz - bubnjevi, prateći vokal
- Tom Thacker - gitara, prateći vokal
- James Levine - klavir u pjesmi "Crash"